# Canoa/kayak ai Giochi della XXX Olimpiade - C1 1000 metri maschile
La gara di velocità C1, 1000 metri, per Londra 2012 si è svolta al Dorney Lake dal 6 all'8 agosto 2012.

## Programma
| Data                    | Ora         | Round               |
| ----------------------- | ----------- | ------------------- |
| Lunedì 6 agosto 2012    | 09:54 11:14 | Batterie Semifinali |
| Mercoledì 8 agosto 2012 | 09:48       | Finale              |

## Risultati

### Batterie

#### Batteria 1
| Pos. | Atleta           | Paese     | Tempo    | Note |
| ---- | ---------------- | --------- | -------- | ---- |
| 1    | Mathieu Goubel   | Francia   | 3'58"122 | Q    |
| 2    | Attila Vajda     | Ungheria  | 3'59"853 | Q    |
| 3    | Il'ja Štokalov   | Russia    | 4'04"109 | Q    |
| 4    | Jake Donaghey    | Australia | 4'21"928 | Q    |
| 5    | Ndiatte Gueye    | Senegal   | 4'33"884 | Q    |
| 6    | Rudolph Williams | Samoa     | 4'54"211 |      |

#### Batteria 2
| Pos. | Atleta             | Paese    | Tempo    | Note |
| ---- | ------------------ | -------- | -------- | ---- |
| 1    | David Cal          | Spagna   | 3'54"590 | Q    |
| 2    | Mark Oldershaw     | Canada   | 3'55"211 | Q    |
| 3    | Sebastian Brendel  | Germania | 3'56"469 | Q    |
| 4    | Everardo Cristóbal | Messico  | 3'58"673 | Q    |
| 5    | Piotr Kuleta       | Polonia  | 4'04"889 | Q    |
| 6    | Fortunato Pacavira | Angola   | 4'39"723 | Q    |

#### Batteria 3
| Pos. | Atleta              | Paese         | Tempo    | Note |
| ---- | ------------------- | ------------- | -------- | ---- |
| 1    | Iosif Chirilă       | Romania       | 4'05"863 | Q    |
| 2    | Vadim Menkov        | Uzbekistan    | 4'05"895 | Q    |
| 3    | Aljaksandr Žukoŭski | Bielorussia   | 4'06"190 | Q    |
| 4    | Alexandr Dyadchuk   | Kazakistan    | 4'44"175 | Q    |
| 5    | Richard Jefferies   | Gran Bretagna | 4'48"511 | Q    |

### Semifinali

#### Semifinale 1
| Pos. | Atleta             | Paese      | Tempo    | Note |
| ---- | ------------------ | ---------- | -------- | ---- |
| 1    | Sebastian Brendel  | Germania   | 3'52"122 | Q    |
| 2    | Attila Vajda       | Ungheria   | 3'52"365 | Q    |
| 3    | David Cal          | Spagna     | 3'52"767 | Q    |
| 4    | Vadim Menkov       | Uzbekistan | 3'53"257 | Q    |
| 5    | Piotr Kuleta       | Polonia    | 3'53"802 |      |
| 6    | Jake Donaghey      | Australia  | 4'26"202 |      |
| 7    | Fortunato Pacavira | Angola     | 4'43"027 |      |
| 8    | Alexandr Dyadchuk  | Kazakistan | 4'56"724 |      |

#### Semifinale 2
| Pos. | Atleta              | Paese         | Tempo    | Note |
| ---- | ------------------- | ------------- | -------- | ---- |
| 1    | Mathieu Goubel      | Francia       | 3'51"811 | Q    |
| 2    | Mark Oldershaw      | Canada        | 3'52"197 | Q    |
| 3    | Il'ja Štokalov      | Russia        | 3'53"305 | Q    |
| 4    | Aljaksandr Žukoŭski | Bielorussia   | 3'54"002 | Q    |
| 5    | Everardo Cristóbal  | Messico       | 3'54"590 |      |
| 6    | Iosif Chirilă       | Romania       | 4'07"794 |      |
| 7    | Ndiatte Gueye       | Senegal       | 4'37"171 |      |
| 8    | Richard Jefferies   | Gran Bretagna | 4'49"874 |      |

### Finali

#### Finale B
| Pos. | Atleta             | Paese         | Tempo    | Note |
| ---- | ------------------ | ------------- | -------- | ---- |
| 1    | Piotr Kuleta       | Polonia       | 3'54"414 |      |
| 2    | Everardo Cristóbal | Messico       | 3'56"118 |      |
| 3    | Iosif Chirilă      | Romania       | 3'59"730 |      |
| 4    | Jake Donaghey      | Australia     | 4'22"005 |      |
| 5    | Ndiatte Gueye      | Senegal       | 4'32"251 |      |
| 6    | Fortunato Pacavira | Angola        | 4'35"017 |      |
| 7    | Richard Jefferies  | Gran Bretagna | 4'42"992 |      |
| 8    | Alexandr Dyadchuk  | Kazakistan    | 4'55"737 |      |

#### Finale A
| Pos. | Atleta              | Paese       | Tempo    | Note |
| ---- | ------------------- | ----------- | -------- | ---- |
|      | Sebastian Brendel   | Germania    | 3'47"176 |      |
|      | David Cal           | Spagna      | 3'48"053 |      |
|      | Mark Oldershaw      | Canada      | 3'48"502 |      |
| 4    | Vadim Menkov        | Uzbekistan  | 3'49"255 |      |
| 5    | Mathieu Goubel      | Francia     | 3'50"758 |      |
| 6    | Attila Vajda        | Ungheria    | 3'50"926 |      |
| 7    | Aljaksandr Žukoŭski | Bielorussia | 3'51"166 |      |
| 8    | Il'ja Štokalov      | Russia      | 3'51"535 |      |